# Dactylopsis digitata
Dactylopsis es un género monotípico de fanerógamas perteneciente a la familia Aizoaceae.  Su única especie: Dactylopsis digitata (Aiton) N.E.Br., es originaria de Sudáfrica.

## Descripción
Es una pequeña planta suculenta perennifolia que alcanza los 10 - 12 cm de altura a una altitud de 180 - 290 en Sudáfrica.

## Taxonomía
Dactylopsis digitata fue descrita por (Aiton) N.E.Br. y publicado en The Genera of South African Flowering Plants 244. 1926.
Etimología
Dactylopsis: nombre genérico derivado del griego clásico que significa "parecido a dedos".
digitata: epíteto latíno que significa  "dedos".
sinonimia
- Mesembryanthemum digitatum Aiton basónimo
- Phyllobolus digitatus (Aiton) Gerbaulet (1997)
- Dactylopsis digitata subsp. digitata
- Mesembryanthemum digitiforme Thunb. (1791)
- Dactylopsis digitata subsp. littlewoodii (L.Bolus) Klak (2006)[4][1]